# The Chords
The Chords fue un grupo vocal estadounidense de doo-wop formado en 1951 en El Bronx (Nueva York), conocido por su éxito de 1954 "Sh-Boom", escrito por ellos mismos.

## Historia
The Chords fue fundado en El Bronx por un grupo de amigos de la escuela secundaria. Originalmente estuvo integrado por los hermanos Carl y Claude Feaster, Jimmy Keyes, Floyd McRae, William Edwards y el pianista Rupert Branker. Fueron uno de los primeros grupos en firmar un contrato discográfico con Cat Records, un sello subsidiario de Atlantic Records.
Su sencillo debut fue una versión doo-wop de una canción de Patti Page "Cross Over the Bridge". El sello discográfico permitió a regañadientes el grupo publicara en la cara B un tema escrito por ellos mismos. Esa pista fue "Sh-Boom", que rápidamente se convirtió en un éxito. El disco alcanzó el top 10 de la lista pop de Estados Unidos, lo que entonces era un hecho inusual para un sencillo de R&B. La canción fue versionada por The Crew-Cuts, quienes la llevaron a lo más alto de las listas de éxitos, posiblemente registrando el primer éxito número uno del rock and roll en Estados Unidos.
El entusiasmo que tenían los seguidores del doo-wop por la música de The Chords se apagó cuando Gem Records afirmó que uno de los grupos en su nómina también se llamaba Chords. Como consecuencia, el grupo cambió su nombre a Chordcats, no pudieron rentabilizar el éxito de "Sh-Boom" y sus lanzamientos posteriores no llegaron a entrar en las listas. Tras varios cambios de personal y numerosas grabaciones en diferentes sellos discográficos, el grupo no logró reavivar el interés del público y acabaron separándose en 1960. En el verano de 1961, el pianista del grupo, Rupert Branker fue asesinado en un atraco en Los Ángeles.
En 2007, el grupo fue incluido en el Salón de la Fama de los Grupos Vocales. Floyd McRae, el último miembro original sobreviviente, murió el 19 de marzo de 2013 en un hogar de ancianos en El Bronx a la edad de 85 años